# 列斯·布基
列斯·布基（英語：Reece Burke，1996年9月2日—）是一名英格蘭職業足球員，現時效力英冠球會查尔顿，司職後衛。列斯·布基曾效力於英格蘭18歲以下足球代表隊。雖然他主要位置中堅，但是他還可以客串右後衛。

## 生平

### 球會
韋斯咸
伯克九歲時已加盟韋斯咸的青年隊。他的首次上陣是於2014年1月5日在足總杯賽事在城市足球場迎戰諾定咸森林。森林在這埸比賽贏了5-0。伯克為球會射入的第一個入球出現在季前友誼賽在博林球場迎戰森多利亞。他在第90分鐘接應他的青年隊隊友 埃利奧特·李爾的傳中球射入制勝的一球。伯克然後在聯賽杯第二輪對戰錫菲聯的賽事打足120分鐘，可惜韋斯咸在互射十二碼被淘汰。伯克於2015年4月25日首次在英超上陣，韋斯咸最終以0-0和昆士柏流浪。伯克於2015年5月6日當選為2014-15年度“韋斯咸最佳年輕球員”。
侯城
2018年7月，伯克加盟侯城。

## 外部連結
足球数据库：列斯·布基的球员统计数据